# 卡地亞當代藝術基金會

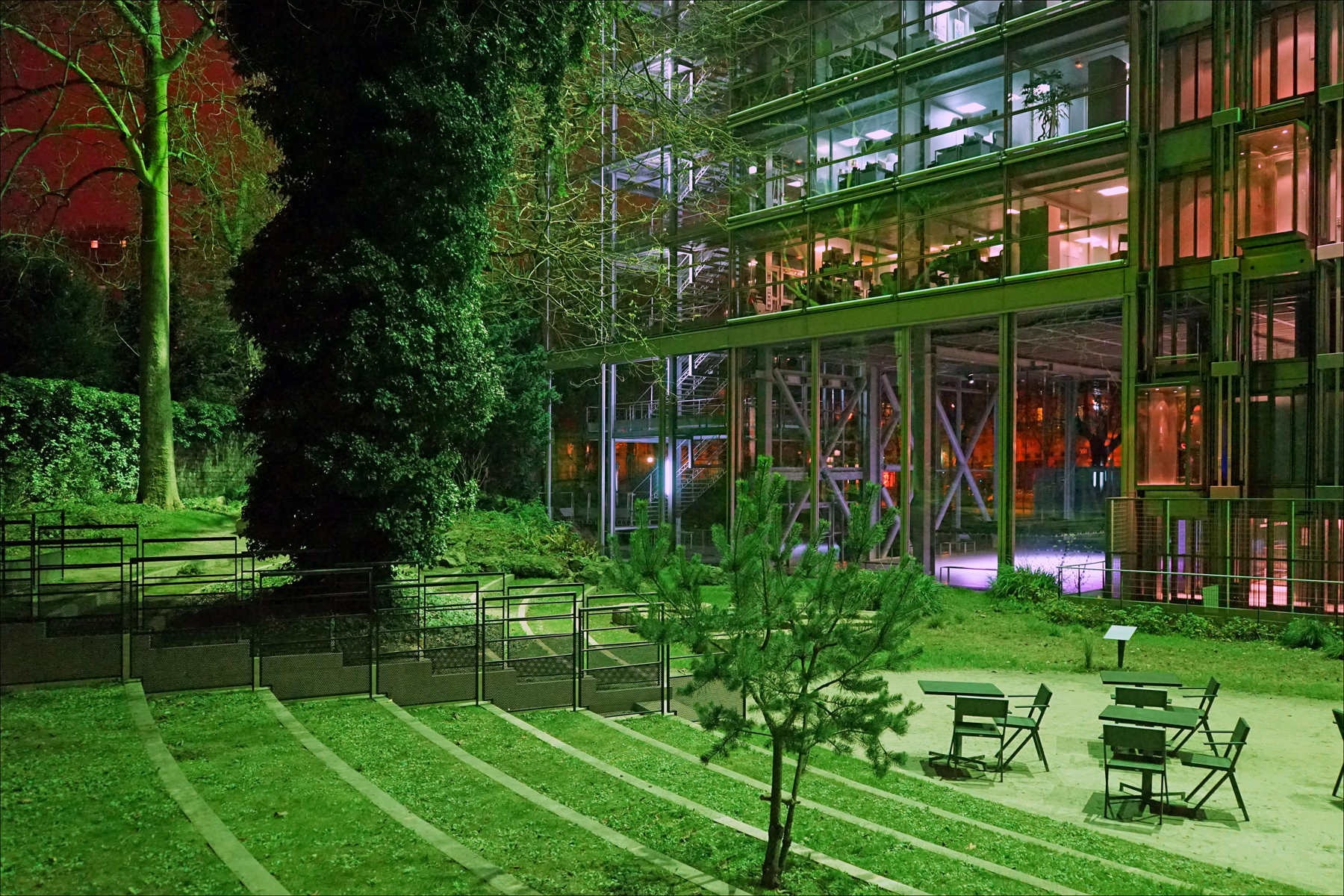
2014年12月的卡地亞當代藝術基金會

卡地亞當代藝術基金會（法語：Fondation Cartier pour l'Art Contemporain）是位於法國首都巴黎第十四區的一座當代藝術的美術館。

## 历史
卡地亞當代藝術基金會由時任卡地亞國際總裁阿蘭·多米尼克·佩蘭 (Alain Dominique Perrin) 在藝術家塞萨尔·巴尔达奇尼(César Baldaccini)的建議下於1984年設立，以提供青年藝術家活躍的機會。1994年搬到巴黎由建築師讓·努維爾 (Jean Nouvel) 設計的一棟建築內。 。